# Carl McCoy

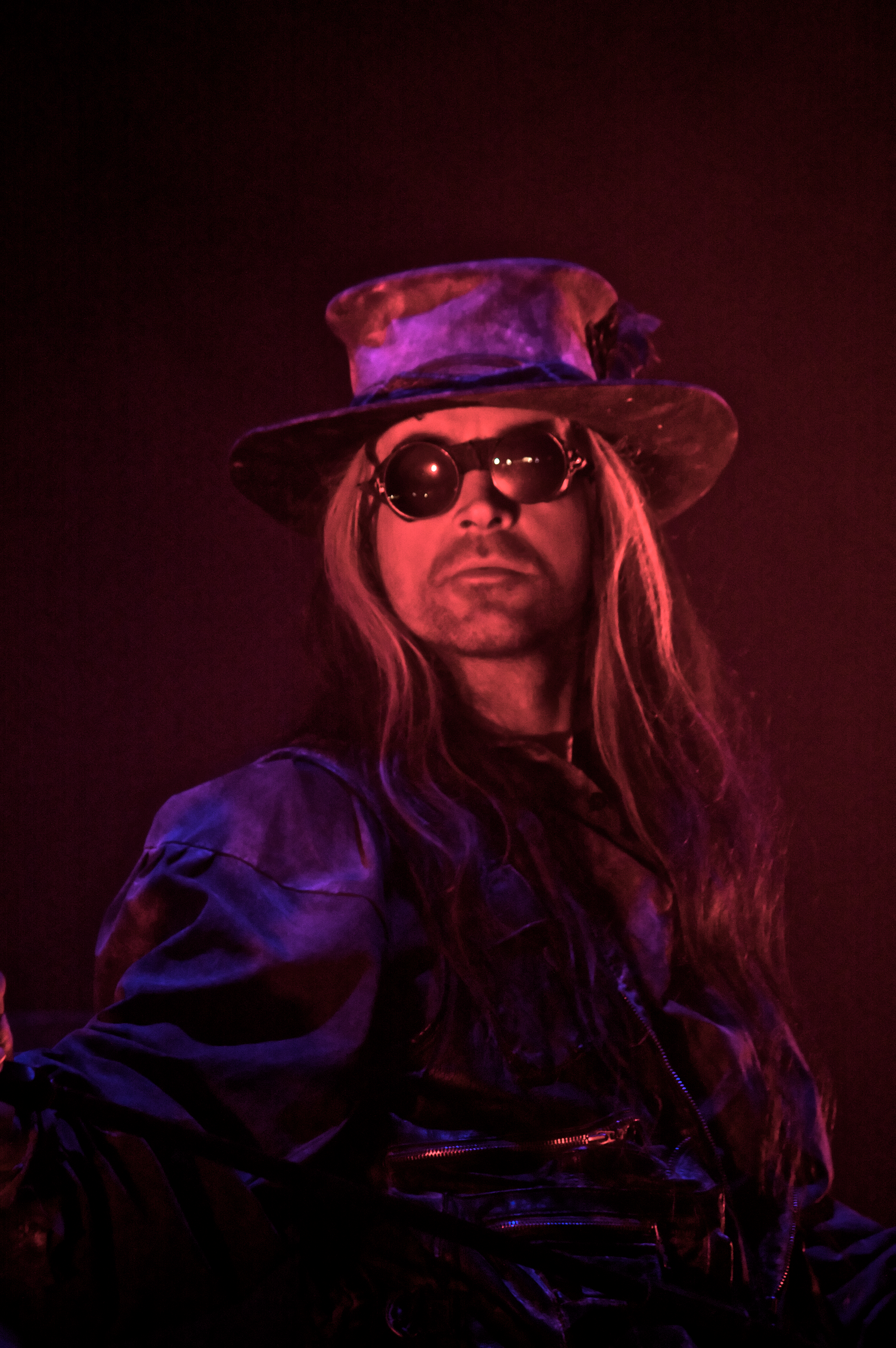
Carl McCoy in 2008

Carl McCoy (Lambeth, 18 januari 1963) is een Britse zanger die vooral bekend is als leadzanger van de Gothic rock-band Fields of the Nephilim.
Zijn ouders waren lid van Jehova's getuigen. In 1984 werd de groep Fields of the Nephilim opgericht met Carl McCoy als zanger. In 1990 speelde hij mee in de sciencefictionfilm Hardware van regisseur Richard Stanley. In 1991 verliet hij Fields of the Nephilim om nieuwe muzikale horizonten te verkennen. De band hield daarmee voorlopig ook op te bestaan. McCoy stichtte een nieuwe band onder de naam The Nefilim. Pas in 2000 verscheen er voor het eerst nieuw materiaal onder de naam Fields of the Nephilim. Het eerste nieuwe volledige album onder deze naam (het door McCoy zelf niet erkende Fallen uit 2002 niet te na gesproken) verscheen in 2005 met als titel Mourning Sun en was volledig door McCoy zelf geschreven.
Carl McCoy staat bekend om zijn voorliefde voor het mystieke en het occulte, wat sterk tot uiting komt in de teksten van zijn songs. Aleister Crowley, Austin Osman Spare en Howard Phillips Lovecraft behoren tot zijn belangrijkste inspiratiebronnen. De naam van de band Fields of the Nephilim verwijst dan weer naar de legende van de Nephilim.
Hij heeft een dochter, Scarlett Lily McCoy, die geboren werd in 1985. Het album Zoon van The Nefilim uit 1996 droeg hij op aan haar.
Carl McCoy heeft ook een eigen grafisch bedrijf, Sheer Faith, dat het grafisch ontwerp verzorgt voor zijn muzikale projecten.
- International Standard Name Identifier: 0000 0003 7263 8081
- MusicBrainz: ea87d0ee-dba4-4ab5-92ae-f2e286179a12
- Nationale Bibliotheek van Tsjechië: js20070323005
- Virtual International Authority File: 84262032